# آلفا-دی‌فلورومتیل-دی‌اوپی‌ای
آلفا-دی‌فلورومتیل-دی‌اوپی‌ای (به انگلیسی: Alpha-Difluoromethyl-DOPA) با فرمول شیمیایی C۱۰H۱۱F۲NO۴ یک ترکیب شیمیایی با شناسه پاب‌کم ۱۲۹۶۷۷ است. که جرم مولی آن 247.20 g/mol می‌باشد. 